# Kalani Robert
Pas d'image ? Cliquez ici

a Compétitions nationales et continentales officielles uniquement.

Dernière mise à jour le 8 décembre 2023.
Kalani Robert, né le 27 janvier 2001 à Hyères, est un joueur français de rugby à XV. Il évolue au poste d'ailier au RC Hyères CC.

## Biographie
Né à Hyères dans le Var, Kalani Robert débute sa pratiques rugbystique au club de Hyères-Carqueiranne, le RCHCC, où il évolue de 11 à 14 ans avant de rejoindre le RC Toulon,.

### Carrière en club
Après avoir participé au Supersevens 2020, Robert s'illustre également lors des matchs amicaux à l'été 2020.
Il fait ses débuts en Top 14 le 4 octobre 2020 à l'occasion d'un match à Toulouse.

### Carrière en sélection
Robert est convoqué une première fois avec les moins de 20 ans français en décembre 2020 au côté de plusieurs autres jeunes toulonnais, à l'image de Matthias Halagahu, Mattéo Le Corvec ou encore Eliott Yemsi.